# Zonitoschema ennsi
Zonitoschema ennsi es una especie de coleóptero de la familia Meloidae.
La especie fue descrita científicamente por Zoltán Kaszab en 1958.